# Пренцлауский договор
Пренцлауский договор или Пренцлауский мир (нем. Vertrag von Prenzlau, Frieden von Prenzlau, Vergleich von Prenzlau) — термин, обозначающий несколько договоров во время серии войн между маркграфством Бранденбург и герцогством Померания, которые боролись за контроль над Померанией-Штеттином и владением Уккермарком в 15 веке. Первый Пренцлауский мир положил конец войне, которая велась между 1445 и 1448 годами, в то время как Второй Пренцлауский мир положил конец войне, которая велась между 1466 и 1468 годами. В старых документах Пренцлау может быть написано как Prenzlow, что было общепринятым написанием в период, когда составлялись договоры, и было изменено только в 19 веке. Пренцлау расположен в центре Уккермарка.

## Первый Пренцлауский мир (1448 г.)
После ряда конфликтов бранденбургские маркграфы и померанские герцоги разделили Уккермарк по Пренцлаускому договору (1448). Южные части должны были принадлежать Бранденбургу, а северные — Померании. Северные части должны были унаследовать Бранденбург в случае, если Померанский дом прекратит свое существование. Мирный договор был подготовлен в 1447 году и подписан 3 мая 1448 года.

## Второй Пренцлауский мир (1472, 1479)
Война возобновилась, когда Штеттин (Щецин) отказался приветствовать бранденбургских маркграфов, что он должен был сделать по Сольдинскому договору (1466). Бранденбург ответил нападением на Поморское герцогство и продвинулся вглубь Померании-Штеттина, в состав которого до войны входила Уккермарк.
Большая часть боевых действий в этой войне была завершена перемирием, договором Пренцлау (1468): Бранденбург таким образом сохранил южный Уккермарк, отвоеванный в ходе войны у Померании. Перемирие, заключенное в сентябре 1468 года, было продлено в 1469 году в Петрокове.
Второй Пренцлауский договор (1472) был мирным договором, подписанным 31 мая 1472 года между Альбертом III, курфюрстом Бранденбурга, и герцогами Померании. Согласно условиям соглашения, герцоги Эрик II и Вартислав X передали герцогство Померания-Штеттин Альберту III, при этом Уккермарк стал неотъемлемой частью Бранденбурга, а остальная часть Померании-Штеттина стала вассалом Бранденбурга. Это соглашение было подтверждено императором Священной Римской империи Фридрихом III в 1473 году.
Третий Пренцлауский договор (1479 г.) подтвердил договор 1472 года.